# Copa Dubai 2007
A Copa Dubai de 2007 realizou-se entre 8 e 10 de janeiro de 2007.

## Equipas
- Olympique de Marseille
- FC Bayern München
- Società Sportiva Lazio
- Sport Lisboa e Benfica

## Jogos

### Preliminares
| Equipa 1               | Resultado          | Equipa 2       |
| ---------------------- | ------------------ | -------------- |
| Benfica                | 0 - 0 (4 - 3 G.P.) | Bayern München |
| Olympique de Marseille | 1 - 3              | Lazio          |

### Terceiro Lugar
| Equipa 1       | Resultado | Equipa 2               |
| -------------- | --------- | ---------------------- |
| Bayern München | 4 - 3     | Olympique de Marseille |

### Final
| Equipa 1 | Resultado          | Equipa 2 |
| -------- | ------------------ | -------- |
| Benfica  | 0 - 0 (5 - 4 G.P.) | Lazio    |

## Premiações
| Copa Dubai 2007                |
| ------------------------------ |
| Sport Lisboa e Benfica CAMPEÃO |